# Дэбулени
Дэбулени (рум. Dăbuleni) — город в Румынии в составе жудеца Долж.

## История
Долгое время это была обычная сельская местность.
Коммуна Дэбулени получила статус города в 2004 году.